# Ryan Coogler
Ryan Coogler est un réalisateur, producteur et scénariste américain né à Oakland (Californie) le 23 mai 1986.

## Biographie
Ryan Kyle Coogler nait le 23 mai 1986 à Oakland en Californie. Sa mère Joselyn est animatrice sociale, et son père, Ira Coogler, est conseiller de probation pour mineurs. Il a deux frères.
Il grandit à Oakland avant de déménager à Richmond à l'âge de huit ans. Durant sa jeunesse, il pratique la course à pied et le football américain. Il étudie à la Saint Mary's College High School où il obtient une bourse pour étudier la chimie, mais sa professeure d'anglais lui conseille de s'orienter vers l'écriture. Après l'annulation du programme de football de son école, il obtient une bourse et part pour l'université d'État de Californie à Sacramento, où il fait partie de l'équipe de football, les Hornets, obtient son diplôme en finance tout en prenant autant de cours de cinéma que son emploi du temps de sportif lui permettait. Il s'inscrit ensuite à l'école de cinéma de l'université de Californie du Sud, et y réalise ses premiers courts-métrages.

### Carrière
Après une série de courts-métrages remarqués ou récompensés en festivals, Ryan Coogler réalise Fruitvale Station, un film sur les dernières 24 heures d'Oscar Grant, abattu par un policier dans une station du Bay Area Rapid Transit. Le projet lui a été confié par Forest Whitaker, qui produit le film. Fruitvale Station remporte le Grand prix du jury et le Prix du public dans la catégorie "film dramatique américain" au Festival du film de Sundance 2013.
Il rejoint ensuite le projet d'un spin-off à la saga de films Rocky, Creed : L'Héritage de Rocky Balboa, centré sur le fils d'Apollo Creed, dont il écrit le scénario avec Aaron Covington.
Devant le succès du film, Marvel Studios entre en contact avec lui pour la réalisation de l'adaptation de comics Black Panther ; il rejoint le projet officiellement en janvier 2016. Le film Black Panther sort en février 2018. Il réalise également la suite du film, Black Panther: Wakanda Forever, sortie en 2022.
En 2025 sort son film Sinners, qui mêle musique et histoire de vampire à l'époque de la prohibition et de la ségrégation.

### Vie privée
Ryan Coogler s'est marié avec Zinzi Evans en mai 2016.

## Filmographie
Sauf indication contraire, les informations mentionnées dans cette section peuvent être confirmées par la base de données cinématographiques IMDb,  présente dans la section « Liens externes ».

### Réalisateur
- 2009 : Locks (court métrage)
- 2011 : Fig (court métrage)
- 2011 : The Sculptor (court métrage)
- 2013 : Fruitvale Station
- 2015 : Creed : L'Héritage de Rocky Balboa (Creed)
- 2018 : Black Panther
- 2022 : Black Panther: Wakanda Forever
- 2025 : Sinners

### Producteur / producteur délégué
- 2018 : Creed 2 (Creed II) de Steven Caple Jr. (uniquement producteur délégué)
- 2021 : Judas and the Black Messiah de Shaka King (uniquement producteur)
- 2021 : Space Jam : Nouvelle ère (Space Jam: A New Legacy) de Malcolm D. Lee
- 2022 : Creed 3 (Creed III) de Michael B. Jordan
- 2025 : Sinners de lui-même
- 2025 : Ironheart de Chinaka Hodge
- 2025 : Eyes of Wakanda de Todd Harris

### Scénariste
- 2009 : Locks (court métrage) de lui-même
- 2011 : The Sculptor (court métrage) de lui-même
- 2013 : Fruitvale Station de lui-même
- 2015 : Creed : L'Héritage de Rocky Balboa (Creed) de lui-même
- 2018 : Black Panther de lui-même
- 2021 : Space Jam : Nouvelle ère (Space Jam: A New Legacy) de Malcolm D. Lee
- 2022 : Black Panther: Wakanda Forever de lui-même
- 2022 : Creed 3 (Creed III) de Michael B. Jordan (histoire uniquement)
- 2025 : Sinners de lui-même

## Distinctions
Source : Internet Movie Database
- Austin Film Critics Association 2013 : meilleur premier film pour Fruitvale Station'
- Festival de Cannes 2013 : Un certain regard - Prix d'Avenir pour Fruitvale Station
- Los Angeles Film Critics Association Awards 2015 : New Generation Award pour Creed
- African-American Film Critics Association 2015 : meilleur réalisateur pour Creed
- Prix Harvey 2018 : meilleure adaptation de comic book ou de roman graphique
- 50e cérémonie des NAACP Image Awards 2019 :
- meilleur réalisateur dans un film pour Black Panther
- meilleur scénariste dans un film pour Black Panther